# Greifensee (miasto)
Greifensee (gzu. Griiffesee) – miasto i gmina (Politische Gemeinde) w północnej Szwajcarii, w kantonie Zurych, w okręgu (Bezirk) Uster. Leży nad jeziorem Greifensee.

## Demografia
W Greifensee mieszka 5329 osób. W 2021 roku 21,4% populacji gminy stanowiły osoby urodzone poza Szwajcarią.